# Giulio Dreossi
Giulio Dreossi (Cervignano del Friuli, 26 giugno 1846 – Firenze, 1918) è stato un imprenditore italiano.

## Biografia
La famiglia era numerosa ed era composta dal padre Francesco, la madre Maria Fumagalli e tredici figli. La famiglia di ceto elevato gli dette la possibilità di continuare gli studi che terminò raggiungendo la laurea in Ingegneria a Vienna. Si sposò con la veneziana Angelica Ongaro da cui ebbe tre figli. Lavorò per molti anni con il collega ingegner Giacomo Antonelli; il loro studio ebbe sede da prima a Trieste e quindi a Cervignano. Come associato fu presente, per un periodo, anche un certo ingegner Kecher di Vienna.
Lo studio Dreossi – Antonelli raggiunse un grande prestigio con una notevole esperienza professionale e si specializzo sulle strutture relative ai trasporti ferroviari. Comunque risulta, anche se non documentabile, che lo studio sviluppò un'intensa attività a Monfalcone, Trieste, Spalato ed in Bosnia. Risiedette sempre a Cervignano del Friuli; era proprietario anche dell'ex casa Sarcinelli sita sul porto e conosciuta come “Eremo” per la presenza, durante la Grande Guerra, di Gabriele D'Annunzio.
Assieme ad Antonelli fu il promotore della Società Ferroviaria Friulana, cui parteciparono diversi Comuni della zona ed alcune famiglie facoltose di Cervignano del F., che aveva un capitale iniziale di 1.757.000 fiorini austriaci, e risulta costituita il 27 luglio 1893. La società costruì e gestì le linee ferroviarie di Monfalcone-Cervignano-confine e la tratta Ferrovia Cervignano-Aquileia-Pontile per Grado.
Durante la Grande Guerra fu costretto a ripararsi a Zurigo in Svizzera, poiché considerato irredentista e, dopo la ritirata di Caporetto, a Firenze dove morì nel 1918 per aver contratto l'influenza spagnola; la salma fu trasportata a Cervignano del F. dove esiste ancora la sua tomba. Nel 2021 l'Associazione "Cervignano Nostra"  ha denunciato lo stato di degrado in cui si trova.  